# Mydrodoxa sogai
Mydrodoxa sogai är en fjärilsart som beskrevs av Pierre E.L. Viette 1965. Mydrodoxa sogai ingår i släktet Mydrodoxa och familjen nattflyn. Inga underarter finns listade i Catalogue of Life.